# Tygodnik Morski
Tygodnik Morski – czasopismo poświęcone tematyce morskiej.

## Historia
Periodyk powstał z połączenia tygodników „Ster” i „Rybak Morski”; wydawcy: Wydawnictwo Morskie w Gdyni (od 1958), Robotnicza Spółdzielnia Wydawnicza „Prasa-Książka-Ruch” (od 1965); od lat 70. siedziba redakcji mieściła się w Gdańsku.
Pierwszy numer ukazał się 13 lipca 1958, ostatni 29 grudnia 1974.

## Redaktorzy naczelni
- Stanisław Dauksza (1958–1963)
- Ryszard Maj (1963–1969)
- Ryszard Nowicki (1969–1972)
- Włodzimierz Wodecki (1972–1974)
- Tadeusz Kuta (do 29 grudnia 1974)

## Pracownicy i współpracownicy

### Zespół redakcyjny
- Maciej Borkowski
- Grażyna Bral
- Henryk Chmielewski
- Władysław Daniszewski
- Henryk Dyjeta
- Jerzy Dziewicki
- Andrzej Ereciński
- Stanisław Grabecki
- Jan Jakubowski
- Jerzy Grajter
- Władysław Jacek Jaszowski
- Wiesław Kozyra
- Piotr Kraak
- Zbigniew Laskowski
- Andrzej Liberadzki
- Krystyna Maj
- Ryszard Hieronim Maj
- Zygmunt Makowski
- Henryk Mąka
- Grażyna Murawska
- Józef Narkowicz
- Lech Niekrasz
- Ryszard Nowicki
- Henryk Okoński
- Zygmunt Ostrołęka
- Józef Pałkiewicz
- Andrzej Sitek
- Krystyna Weiss
- Tadeusz Wielochowski
- Włodzimierz Wodecki
- Zbigniew Wyczesany

### Fotoreporterzy
- Marek Czasnojć
- Henryk Kabat